# Skälsgöl (Vena socken, Småland)
Skälsgöl är en sjö i Hultsfreds kommun i Småland och ingår i Viråns huvudavrinningsområde.